# Ganglion géniculé

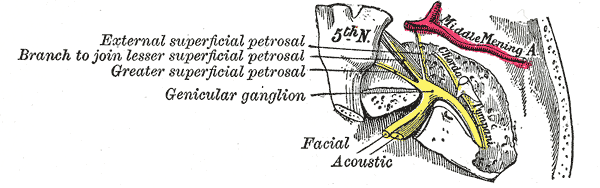
Schéma de la position du ganglion géniculé droit en vue supérieure

Le ganglion géniculé est un ganglion nerveux situé dans le canal facial de l'os temporal, au niveau du premier coude du nerf facial, en regard du hiatus du canal du nerf petit pétreux. C'est un ganglion conique à sommet antérieur et dont la base se confond avec le nerf facial. Il reçoit les deux racines du nerf facial, c'est-à-dire le nerf facial proprement dit et le nerf intermédiaire. De ce ganglion partent :
- le tronc du nerf facial ;
- le nerf grand pétreux à destination de la muqueuse de la bouche, de la fosse nasale et du pharynx ainsi que de la glande lacrymale via le ganglion sphéno-palatin ;
- le rameau communiquant avec le plexus tympanique, vers le ganglion otique.